# پارس‌آباد (کوثر)
پارس‌آباد یک روستا در ایران است که در دهستان سنجبد غربی در شهرستان کوثر استان اردبیل واقع شده‌است.